# قطعنامه ۸۴۰ شورای امنیت
قطعنامه ۸۴۰ شورای امنیت سازمان ملل متحد که در تاریخ ۱۵ ژوئن ۱۹۹۳ تصویب شد، سندی بین‌المللی دربارهٔ کامبوج است. این قطعنامه طی نشست ۳۲۳۷ام با ۱۵ رای موافق، ۰ مخالف و ۰ ممتنع تصویب شد.